# Crooklyn
Crooklyn – amerykańska tragikomedia z 1994 roku.

## Główne role
- Alfre Woodard – Carolyn Carmichael
- Delroy Lindo – Woody Carmichael
- David Patrick Kelly – Jim
- Zelda Harris – Troy
- Carlton Williams – Clinton
- Sharif Rashed – Wendell